# Roger Heath-Brown
David Rodney Heath-Brown, detto Roger (Hampstead, 12 ottobre 1952), è un matematico britannico.

## Biografia
Dopo aver studiato al Trinity College dell'Università di Cambridge, sotto la supervisione di Alan Baker, nel 1979 si è trasferito all'Università di Oxford, dove, dal 1999, tiene una cattedra di "matematica pura".
È attivo nel campo della teoria analitica dei numeri.
Nel 2009 gli è stato conferito il Premio Pólya; nel 2022 gli è stata assegnata la Medaglia Sylvester.